# NGC 7464
NGC 7464 est une petite galaxie elliptique (irrégulière ?) particulière, située dans la constellation de Pégase. Sa vitesse par rapport au fond diffus cosmologique est de 1 498 ± 26 km/s, ce qui correspond à une distance de Hubble de 22,1 ± 1,6 Mpc (∼72,1 millions d'al). NGC 7464 a été découverte par l'astronome prussien Heinrich d'Arrest en 1864. Elle fut redécouverte indépendamment par l'astronome allemand Albert Marth le 23 octobre 1864, ainsi que par Hermann Carl Vogel le 10 aout 1869.
NGC 7464 présente une large raie HI. Selon la base de données NASA/IPAC, NGC 7464 forme une paire de galaxies avec NGC 7463 (voir ci-dessous la section "Triplet de galaxies").
En raison d'une brillance de surface égale à 11,79  mag/am2, on peut qualifier NGC 7464 de galaxie présentant une brillance de surface élevée.
À ce jour, seule une mesure non basée sur le décalage vers le rouge (redshift) donne une distance d'environ 26,100 Mpc (∼85,1 millions d'al), ce qui est à l'intérieur des valeurs de la distance de Hubble. Notons

## Triplet de galaxies

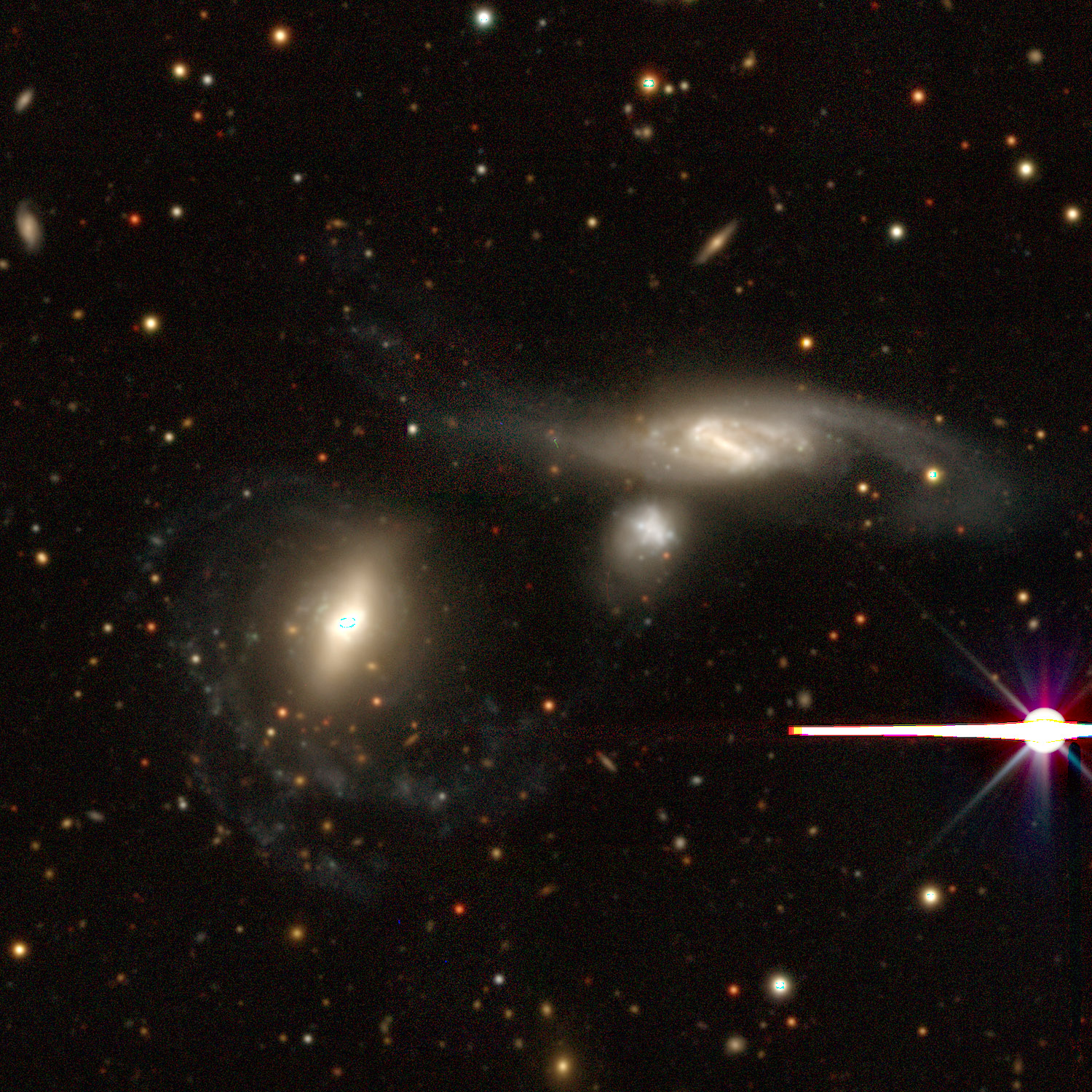
Le triplet de galaxies NGC 7463, NGC 7464 et NGC 7465 par le projet « Legacy Surveys DR10 ».

NGC 7464 forme un triplet de galaxies avec NGC 7463 et NGC 7465. Les trois galaxies interagissent probablement entre-elles, provoquant des distorsions remarquables au sein de leur structure,. De plus, la galaxie UGC 12313, située plus au nord, semble elle aussi interagir avec le groupe.
Cependant, notons que la distance de Hubble de NGC 7463 est égale à 29,19 ± 2,08 Mpc (∼95,2 millions d'al), ce qui donne une différence de distance entre celle-ci et NGC 7464 d'environ 7,1 Mpc (∼23,2 millions d'al), ainsi qu'une différence d'environ 5,4 Mpc (∼17,6 millions d'al) avec NGC 7465. Il est donc douteux que NGC 7463 forme un réel triplet de galaxies avec ses deux autres voisines, idem concernant sont appartenance au groupe de NGC 7448 (voir ci-dessous) dont la distance moyenne est de 25,0 ± 1,6 Mpc (∼81,5 millions d'al).

## Groupe de NGC 7448
Selon A. M. Garcia, NGC 7464 est membre du groupe de NGC 7448. Ce groupe de galaxies renferme au moins 8 membres. Les autres galaxies du groupe sont NGC 7448, NGC 7454, NGC 7465, NGC 7468, UGC 12313, 12321 et 12350.
Deux publications parues en 1991 et 1992 à propos du groupe de NGC 7448, rajoutent à ce dernier la galaxie spirale NGC 7463,. Sachant que NGC 7463 forme probablement un système de galaxies en interaction gravitationnelle avec NGC 7464 et UGC 12313 (deux membres du groupe selon Garcia),, il est donc probable qu'elle en soit membre. De plus, dans un article publié en 1998, l'astronome arménien Abraham Mahtessian inclut également NGC 7463 dans le même groupe que NGC 7468.
Dans un article publié en 2006, Chandreyee Sengupta et Ramesh Balasubramanyam font aussi mention du groupe de NGC 7448 avec les mêmes galaxies que Garcia et NGC 7463 ne s'y trouve pas . Toutes les galaxies de ce groupe sont de faible émettrice de rayon X.